# Тауэре

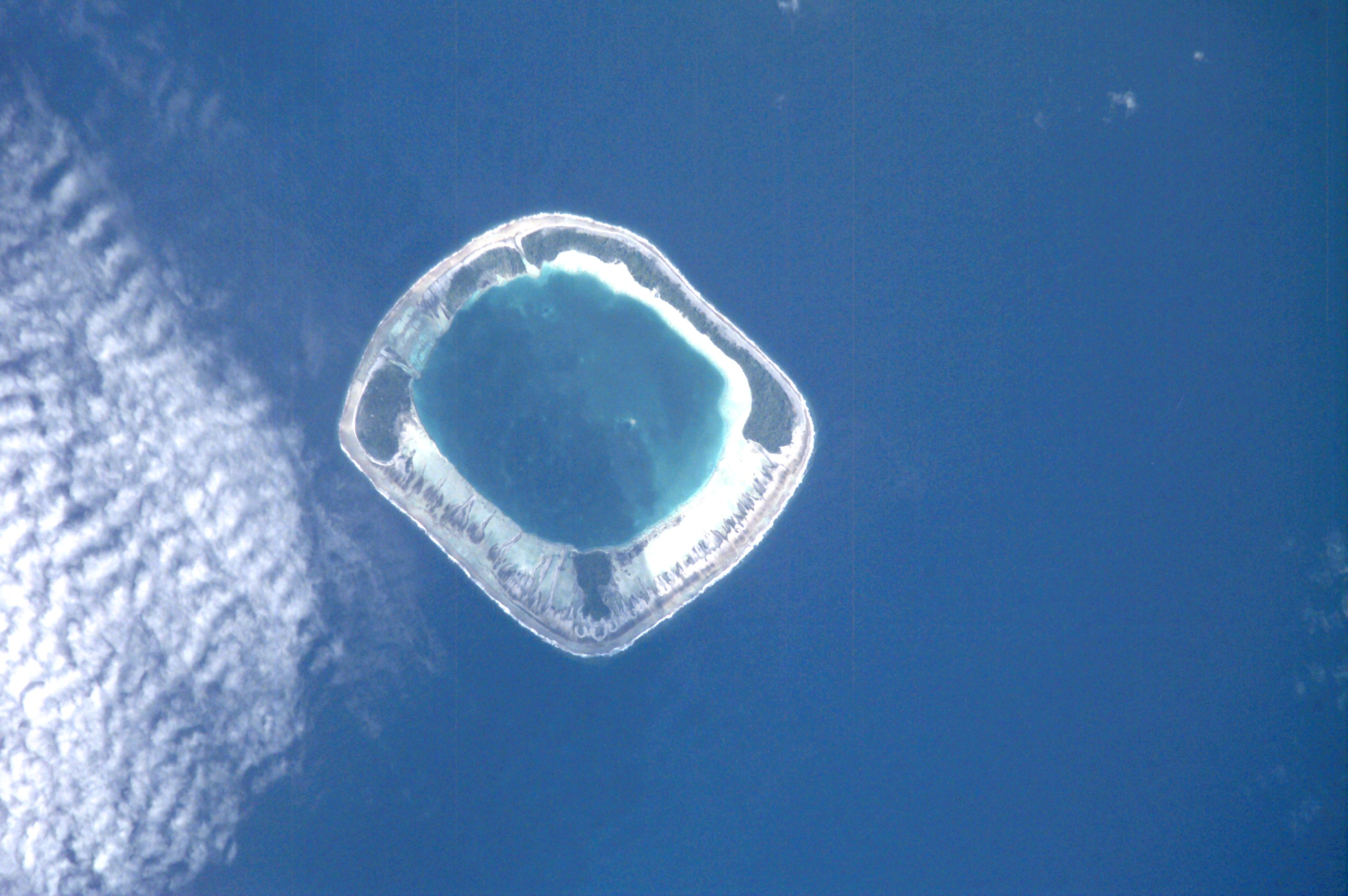
Космический снимок атолла.

Тауэре (фр. Tauere) — атолл в архипелаге Туамоту (Французская Полинезия). Расположен в 85 км к северо-западу от атолла Хао.

## География
Тауэре — небольшой атолл, длина которого составляет около 8 км и площадь суши — 2 км². В центре расположена лагуна, соединённая в двух местах с океаническими водами.

## История
Тауэре был открыт в 1606 году испанским мореплавателем родом из Португалии Педро Фернандесом Киросом, который назвал его Десена (исп. Dezena). Другие исторические названия — Резольюшн (англ. Resolution), остров Святого Симеона (англ. Saint Simeon Island).

## Административное деление
Административно входит в состав коммуны Хао.

## Население
В 2007 году атолл был необитаем, на острове полностью отсутствовала инфраструктура.